# Giancarlo Scottà
Giancarlo Scottà, né le 11 avril 1953 à Vittorio Veneto, est un homme politique italien. Membre de la Ligue du Nord (LN), il est député européen de 2009 à 2014, puis de 2018 à 2019.